# Fèlix de Sevilla
Fèlix de Sevilla (Hispalis, s. III) hauria estat un diaca martiritzat en època romana, venerat com sant localment a Sevilla.
Hom ho atribueix al breviari mossàrab de Toledo. Tanmateix, segons Flórez, que recull que si bé Félix apareix en el Martirologi romà, de fet el seu nom no apareix en fonts antigues com el missal mossàrab ni en l'antic de la ciutat de Sevilla o en d'altres citats espanyoles. La seva festa, celebrada el 2 de maig, es va difondre com a culte local circumscrit a la capital andalusa sobretot a partir de 1624 arran de la seva aparició en diferents falsos cronicons, com la falsa crònica de Flavi Dextre, escrita per Jerónimo Román de la Higuera, que descriu la seva suposada vida.